# Hypericum suffruticosum
Hypericum suffruticosum är en johannesörtsväxtart som beskrevs av P. Adams och N. Robson. Hypericum suffruticosum ingår i släktet johannesörter, och familjen johannesörtsväxter. Inga underarter finns listade i Catalogue of Life.

## Bildgalleri

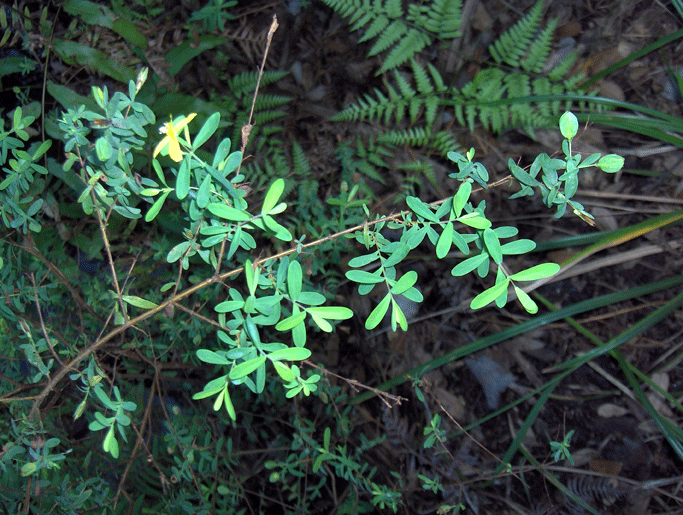
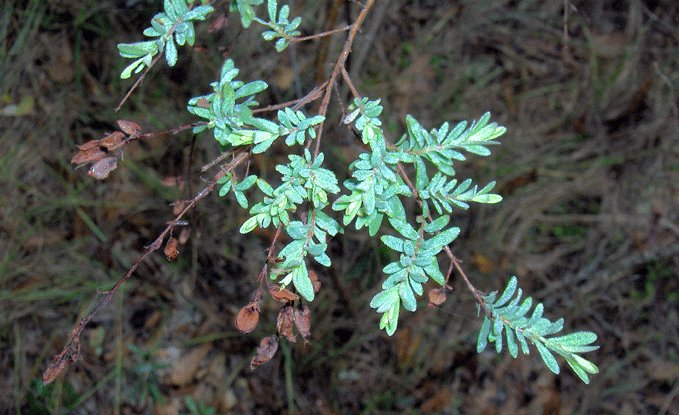
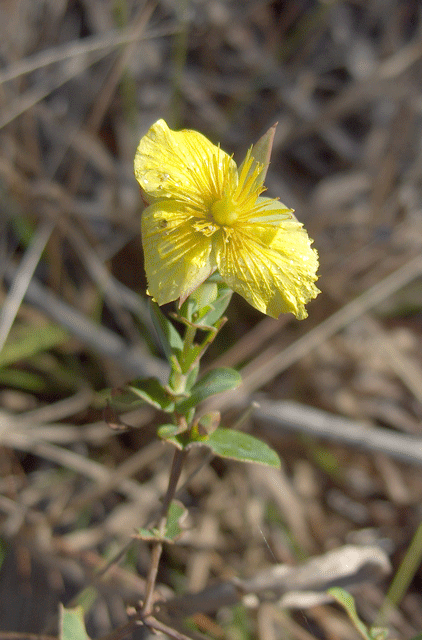